# Liutgard von Zähringen (Tochter Bertholds I.)
Liutgard von Zähringen (auch Lütgard bzw. Liutgard von Kärnten genannt, * um 1047, † 9. Juli um 1119 oder 18. März 1119) war eine Gräfin aus dem Geschlecht der Zähringer. Sie war die einzige Tochter von Berthold I. von Zähringen und (wahrscheinlich) seiner ersten Frau Richwara, Tochter von Herzog Konrad II. von Kärnten. Sie wurde die Gemahlin von Diepold II. von Vohburg und somit Markgräfin von Cham-Vohburg; ihr gemeinsamer Sohn war Diepold III. von Vohburg. Nach dem Tode Diepolds II. soll sie sich in zweiter Ehe mit dem bayerischen Grafen Ernst I. von Grögling vermählt haben und um 1096/98 erneut Witwe geworden sein; diese auf besitzgeschichtlichen Argumenten beruhende Behauptung ist aber umstritten.

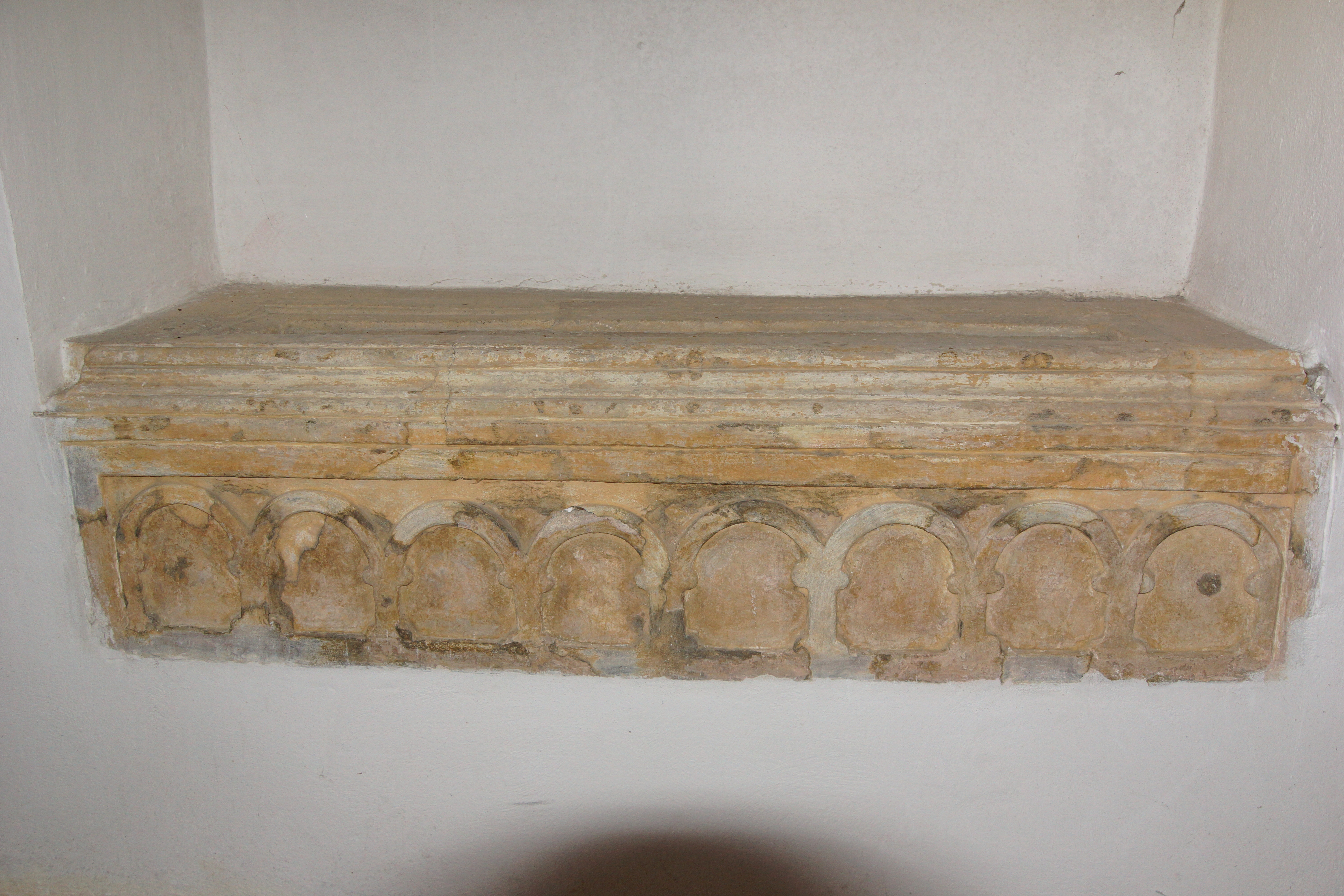
Sarkophag der Luitgard von Zähringen im Kloster Kastl

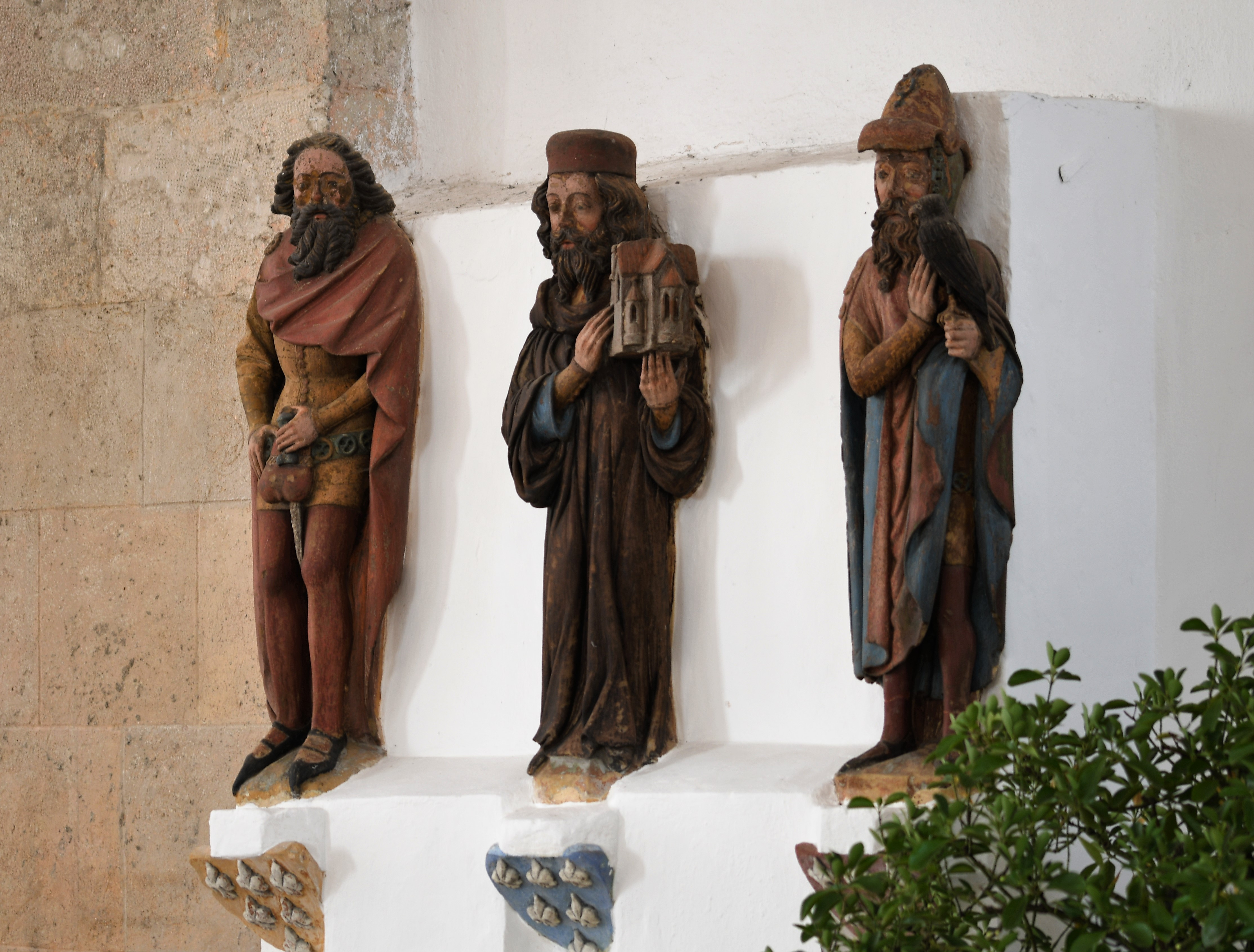
Stifterfiguren des Klosters Kastl

## Klostergründungen
Liutgard war 1102 Mitbegründerin des Klosters Kastl, und zwar zusammen mit ihrem Bruder Gebhard III. von Zähringen, Bischof von Konstanz, und den anderen Besitzern der  Burg Kastl, Graf Berengar von Sulzbach, Friedrich I. von Habsberg-Kastl und seinem Sohn Graf Otto von Habsberg-Kastl. Bischof Gebhard war ursprünglich Mönch von Hirsau, von dem die cluniazensischen Reformbewegung ihren Ausgang nahm, und wurde Führer der papsttreuen Opposition gegen Kaiser Heinrich IV., deshalb kann man annehmen, dass cluniazensisches Gedankengut auch von Liutgard geteilt wurde. Sie ist als „Seele der Gründung“ in die Klostergeschichte Kastls eingegangen.
Zusammen mit ihrem Sohn Diepold III. war sie 1118 auch Gründerin des Klosters Reichenbach am Regen, das zuerst von Mönchen des Klosters Kastl besiedelt wurde.

## Der Name Liutgard im Geschlecht der Zähringer
Liutgard war ein häufiger Name im Geschlecht der Zähringer, bekannt sind vor allem eine Liutgard als Gemahlin des Grafen Landolt I. von Nellenburg, vermutlich einem Sohn von Guntram dem Reichen, und eine Liutgard als Tochter des Berthold II. von Zähringen, der Gemahlin des Pfalzgrafen bei Rhein Gottfried von Calw, mit der sie oft verwechselt wird. Auch diese hatte wieder eine Tochter desselben Namens, deren Schwester Uta von Schauenburg war. Weiterhin besitzt auch Graf Berthold IV. von Zähringen eine Tochter mit diesem Namen.